# Giáo dục hạnh phúc
Giáo dục hạnh phúc (hoặc Trường học hạnh phúc) là kiểu giáo dục mà các hoạt động  giảng dạy và học tập, hoạt động trải nghiệm... đều hướng đến niềm vui, hạnh phúc cho học sinh và cả giáo viên, bao gồm việc xây dựng các chủ đề dạy học tích hợp có nội dung khơi dậy sự đam mê học tập để giảng dạy cho học sinh.
Nhiều người hiểu nhầm khái niệm "giáo dục hạnh phúc" là cho trẻ "chơi nhiều hơn học, vô lo vô nghĩ", tức là giảm tải thật nhiều nội dung học tập, giảm áp lực thi cử, không chấm điểm, không xếp thứ hạng học sinh. Đây là cách hiểu hời hợt, sai bản chất. Thực chất, giáo dục hạnh phúc có mục đích là giúp học sinh tìm ra niềm vui và hạnh phúc ngay trong việc học tập, biết quý trọng thành quả của bản thân, chứ không phải là giảm thi cử, giảm lượng kiến thức truyền thụ cho học sinh. Cần phải hiểu rõ như vậy, bởi việc hiểu nhầm khái niệm này trong giảng dạy có thể dẫn tới hàng loạt những hậu quả tiêu cực như: học sinh dễ hình thành thói lười biếng, thiếu ý thức học tập chăm chỉ, học sinh không có động lực phấn đấu, không tạo dựng được chỗ đứng trong xã hội khi lớn lên

## Trên thế giới
Ngay từ xưa ở Đông Á (Trung Quốc, Việt Nam, Hàn Quốc), đoạn mở đầu sách giáo dục trẻ em "Phép tắc người con" (Đệ tử quy) đã ghi như sau:
Phép người con, Thánh nhân dạy:
Hiếu đễ trước, rồi cẩn tín;
Yêu rộng khắp, gần người nhân;
Có dư sức, thì học văn”.
Tức là Trẻ em đi học, đầu tiên là phải học hiếu thuận với cha mẹ, yêu thương anh chị em, khi lớn hơn thì biết làm việc cẩn thận, nghiêm túc, làm người thành thật, trọng tín nghĩa. Tiếp theo là yêu thương rộng khắp mọi người xung quanh, mở rộng tình yêu thương trong gia đình đến mọi người trong làng xóm, rồi rộng ra tới mọi người trong đất nước và thiên hạ. Học sinh trước tiên phải học đạo lý làm người, là những điều tốt đẹp, sau đó thực hành những điều đó trong thực tiễn cuộc sống, do đó quá trình học tập chính là hiểu và làm được những điều tốt đẹp, đó chính là hạnh phúc. Học tập là hạnh phúc vì những điều học và áp dụng vào cuộc sống hàng ngày đều là những điều tốt đẹp, có ích lợi cho bản thân và người xung quanh.
Ở Mỹ, đã có hàng trăm trường học đang đưa nội dung giáo dục về hạnh phúc vào giảng dạy. Ở Anh, tất cả học sinh đều học “những bài học về hạnh phúc” cho đến tuổi 18 là mốc tuổi trưởng thành.
Ở Phần Lan, các trường mầm non không dạy toán, đọc hay viết, những năm đầu đời với trẻ mầm non chỉ là phát triển sức khỏe, tinh thần và mục đích chính là “đảm bảo cho trẻ trở thành những công dân hạnh phúc và có trách nhiệm”. Tại Úc, các trường tiểu học thực hiện chương trình Positive Detective (nhận ra điều tích cực). Mục đích là dạy trẻ cách tìm kiếm những điều tốt đẹp xung quanh và chia sẻ với người khác; dạy cách tập trung vào môn học trong khi lên lớp, đồng thời biết nhận diện những khía cạnh cảm xúc/suy nghĩ tiêu cực, từ đó có thể kiểm soát và thay đổi...
Tại Ấn Độ, các trường học ở thủ đô Delhi của Ấn Độ đã có thêm môn học “hạnh phúc” nhằm tăng cường sức khỏe tinh thần và giúp các học sinh hạnh phúc hơn.

## Mặt trái của giáo dục hạnh phúc
Nhiều người hiểu nhầm khái niệm "giáo dục hạnh phúc" là cho trẻ "chơi nhiều hơn học" thay vì giúp trẻ tìm ra niềm vui và hạnh phúc ngay trong việc học tập. Năm 2002, Nhật Bản bắt đầu đẩy mạnh chương trình cải cách giáo dục theo triết lý "giáo dục hạnh phúc" nhằm ươm mầm tài năng sáng tạo. Chương trình cải cách này thể hiện rõ nhất ở các thay đổi như giảm 30% nội dung chương trình học, không xếp loại học lực, không công bố kết quả học tập... để tạo điều kiện cho trẻ "chơi nhiều hơn học". Nhưng kết quả lại rất tệ. Trước đây khi chưa áp dụng phương pháp giáo dục này, Nhật Bản luôn đứng hàng đầu trong Chương trình đánh giá học sinh quốc tế (PISA), nhưng khi triển khai "giáo dục hạnh phúc" được vài năm, nước này đã nhanh chóng tụt xuống vị trí thứ 6.
Một nhà giáo dục của Nhật khi đó đã nhận xét về những đứa trẻ trong nền giáo dục kiểu này khi lớn lên sẽ chỉ biết hưởng thụ, hoàn toàn không quan tâm tới tương lai: "Chúng chỉ quan tâm đến những thứ trong bán kính 3 mét tính từ tâm vòng tròn, nghiện Internet và game. Không những không muốn làm việc mà còn lười nói đến chuyện yêu đương khi trưởng thành". Nguyên nhân cụ thể như sau:
- Học sinh dễ hình thành thói lười biếng: việc học vốn là một điều khó nhọc, thói quen chăm học chỉ được trau dồi thông qua sự giáo dục và đốc thúc liên tục. Nếu thực hành kiểu "giáo dục hạnh phúc" khi còn nhỏ, nhiều đứa trẻ sẽ được nuông chiều, không bị thúc ép, lâu dần trở nên lười biếng và phóng túng.
- Học sinh thiếu ý thức làm việc chăm chỉ: Môi trường học tập không căng thẳng, không xếp loại sẽ khiến sự dễ dãi trở thành thói quen, ý thức học tập chăm chỉ và khả năng chống lại căng thẳng của học sinh chắc chắn sẽ giảm sút. "Giáo dục hạnh phúc" có thể khiến học sinh vui vẻ trong vài năm đi học, giáo viên có thể giúp học sinh làm bài, nhưng trong suốt phần đời còn lại, ai có thể giúp đỡ nếu bản thân học sinh không rèn luyện được sự chăm chỉ?
- Học sinh thiếu ý chí cạnh tranh, thất bại khi bước ra xã hội:' "Giáo dục hạnh phúc" giảm bớt gánh nặng cho học sinh bằng cách giảm bớt thi cử, không xếp thứ hạng học sinh, nhưng lại không tính đến việc làm thế nào để học sinh lớn lên sẽ có chỗ đứng trong xã hội. Thế hệ trẻ ngày nay phải học hỏi nhiều hơn, phải liên tục nâng cao trình độ, nếu không sẽ sớm bị thay thế bởi người có năng lực tốt hơn. Ở "trường học hạnh phúc", học sinh không phải lo lắng về thứ hạng, thành tích kém cũng không bị phê bình, nhưng khi các em lớn lên thì khác: các kỳ thi đại học sẽ loại bỏ học sinh trình độ thấp, các công ty sẽ loại bỏ nhân viên yếu kém. Nếu học sinh quen học tập an nhàn, không biết tới sự khắc nghiệt của cạnh tranh thứ hạng, thì học sinh sẽ trở thành kẻ thất bại khi trưởng thành.

Vì những lý do này, cuối cùng chính phủ Nhật Bản đã phải từ bỏ phương pháp giáo dục này sau vài năm trải qua bài học cay đắng.